# Luigi Lucotti
Luigi-Natale Lucotti (18 de dezembro de 1893, Voghera - 29 de dezembro de 1980, Voghera) foi um ciclista profissional italiano. Atuou profissionalmente entre 1913 e 1926.
Alcançou o terceiro lugar na classificação geral do Giro d'Italia 1914, foi também o sétimo colocado no Tour de France 1919 e o quarto no Tour de France 1921.